# Малые Банные источники
Малые Банные источники — минеральные источники на полуострове Камчатка.
Расположены термальные источники в верховьях реки Банной (левый берег), на правом берегу ручья Малый Ключ. Видимые выходы горячей воды сосредоточены на небольшой площади (около 36 м²), откуда берёт начало тёплый ручей. Общий дебит источников — 1,5 л/с. Воды Химический состав воды минеральных источников сульфатный натриевый, минерализация — 0,72 г/л, содержание кремнекислоты-0.10 г/л. Температура источников до 76 °C.